# Pravets
Pravets (en búlgaro: Правец) es una ciudad de Bulgaria en la provincia de Sofía.

## Geografía
Se encuentra a una altitud de 431 m s. n. m. a 68 km de la capital nacional, Sofía. Se extiende sobre un pequeño valle, limitando con las laderas Norte de los Montes Balcánicos, los Stara Planina.

## Flora
El pueblo está rodeado por frondosos bosques de abeto noruego.

## Economía
El pueblo es cuna de los Ordenadores Pravetz, producidos desde 1979 hasta comienzos de los 90's; fueron muy importantes en el sistema educativo  de los países del Comecon. Clonaron IBM, Apples y Orics. El pueblo albergó también la primera fábrica de microprocesadores del país.

## Personalidades
En el pueblo nació Todor Zhivkov, histórico secretario general del Partido Comunista Búlgaro.

## Demografía
Según estimación 2012 contaba con una población de 3109 habitantes.
|         | 2004 | 2005 | 2006 | 2007 | 2008 | 2009 | 2010 | 2011 |
| Mujeres | 2364 | 2356 | 2365 | 2347 | 2353 | 2319 | 2267 | 1882 |
| Varones | 2380 | 2380 | 2392 | 2369 | 2380 | 2400 | 2354 | 1900 |
| Total   | 4744 | 4736 | 4757 | 4716 | 4733 | 4719 | 4621 | 3782 |